# Bijlmermeer
Bijlmermeer (bɛilməʁmeːʁ), detto anche Bijlmer ([bɛilməʁ]), è un quartiere nello stadsdeel di Amsterdam-Zuidoost, nella città di Amsterdam.
Il 4 ottobre 1992 un Boeing 747 della EL AL  si schianta contro un condominio nel quartiere